# 莫迪亚诺市场

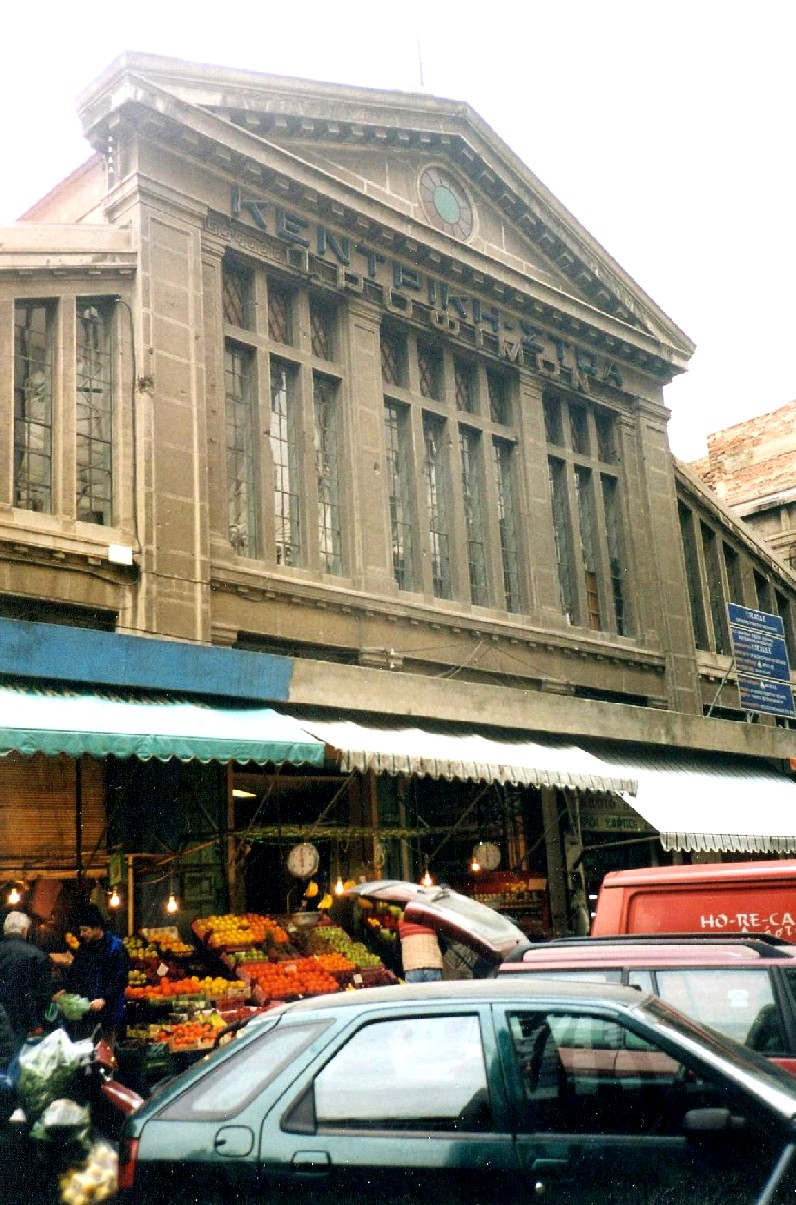

莫迪亚诺市场（Modiano Market）是希腊北部城市塞萨洛尼基市中心的一个市场，建于1922-1930年，是该市市场的中心点。市场得名于其建筑师Eli 莫迪亚诺，是该市著名的意大利犹太人莫迪亚诺家族的成员。
市场内有鱼市场、肉店、小酒馆和酒吧，是该市社交聚会的地点。